# Banteer (stacja kolejowa)
Banteer (ang: Banteer railway station) – stacja kolejowa w miejscowości Banteer, w hrabstwie Cork, w Irlandii. Znajduje się na Mallow – Tralee. Została otwarta w 1853 roku. 
Stacja jest zarządzana i obsługiwana przez Iarnród Éireann.

## Linie kolejowe
- Mallow – Tralee